# Colonia di Aden
La Colonia di Aden (in arabo مستعمرة عدن‎? Mustaʿmarat ʿAdan) fu una colonia della corona britannica dal 1937 al 1963 e comprendeva la città portuale di Aden e i territori ad essa circostanti. Prima del 1937, il territorio, di 121 km², fu amministrato dalla Presidenza di Bombay dell'India britannica e conosciuto come Insediamento di Aden.
Il 18 gennaio 1963, divenne lo "Stato di Aden" (in arabo ولاية عدن‎? Wilāyat ʿAdan) all'interno della Federazione dell'Arabia Meridionale. La federazione divenne in seguito la Repubblica Democratica Popolare dello Yemen il 30 novembre 1967. L'hinterland della colonia di Aden era noto come Protettorato di Aden.